# 임주희 (피아노 연주자)
임주희(2000년 10월 18일 –)는 대한민국의 피아니스트이다.

## 생애
서울특별시에 태어났으며, 36개월이 되었을 때부터 모친에게 피아노를 배우기 시작했다. 초등학교 시절부터는 서울대학교의 장형준 교수로부터 수학했다.
초등학교 4학년인 2010년 6월에 러시아 백야의 별 페스티벌에 초청되어 발레리 게리기예프의 지휘로 마린스키 오케스트라와 4일동안 카발레프스키의 피아노 협주곡 3번과 하이든의 피아노 협주곡 라장조를 협연했다. 연주가 끝난 후 에이드리언 브로디가 제일 먼저 일어나서 박수를 보냈고, 이후 같이 사진을 찍었다.
2011년 8월, 프랑스의 앙시 페스티벌에 초청되어 "데니스 마츄에프와 친구들"이라는 프로그램으로 무대에 올라 기성 연주자 못지않은 기량으로 관객들로부터 큰 호응을 받았다.
2012년 2월, 런던 교향악단의 한국 공연에 깜짝 게스트로 초청받아 발레리 게리기예프의 지휘로 라벨의 피아노 협주곡 사장조 1악장을 연주했다.
2014년 5월, 정명훈의 지휘로 서울시립교향악단과 쇼팽의 피아노 협주곡 1번을 협연했다. 같은 해 8월에는 서울시립교향악단의 유럽투어 프리뷰 공연에서 베토벤의 피아노 협주곡 3번을 협연했다.
2016년, 교보 노블리에 콘서트에 초청되어  정명훈의 지휘로 아시아 필하모닉 오케스트라와 베토벤의 피아노 협주곡 5번을 협연했다. 
2017년 9월, 도쿄 필하모닉 교향악단의 정기 콘서트에서 명예음악감독인 정명훈의 지휘로 베토벤의 피아노 협주곡 3번을 협연, 성공적인 도쿄 데뷔 무대를 마쳤다. 같은 해 10월, 윤보선 고택에서 진행된 서울스프링실내악축제에서 김봄소리, 장유진, 문웅휘, 이승원과 함께 코른골트의 피아노 오중주 마장조 작품번호 15를 연주했다.
2018년 5월, 예술의전당 IBK챔버홀에서 진행된 서울스프링실내악축제에 다시 초청받아 실내악 무대에서도 두각을 나타냈다. 같은 해 6월, 도쿄 산토리홀 체임버 뮤직 가든에 초청되어 멘델스존의 바이올린과 피아노를 위한 이중협주곡 라단조를 연주했고, 7월에는 평창대관령음악제에서 ‘Soli deo Gloria’라는 제목으로 독주회를 가졌다. 같은 해 8월에는 이시가와 뮤직 아카데미에 초대되어 라이징 스타 연주를 했으며, 이시가와 뮤직 아카데미 뮤직 어워드를 수상했다.
2019년 2월, 원코리아 유스 오케스트라 정기연주회에 초청되어 정명훈의 지휘로 슈만의 피아노 협주곡 가단조 작품번호 54를 연주했다. 같은 해 9월, 명동성당 "코리아 영 피아니스트 시리즈"의 첫 번째 주자로 무대에 올라 리사이틀을 가졌다.
2020년 7월, 예술의 전당 데뷔 리사이틀을 열었다. 이 공연에서 프랑스 작곡가 카롤 베파가 그녀의 무대를 보고 영감을 받아 작곡하고 그녀에게 헌정까지 한 여섯 개의 에튀드 중에서의 "임주희"와 베토벤의 피아노 소나타 21번 "발트슈타인"을 연주했다. 같은 달 31일, 베토벤의 피아노 소나타 32곡 전곡을 32명의 피아니스트가 하루동안 릴레이로 연주하는 프로젝트, 더하우스콘서트 "줄라이 페스티벌"에서 피아노 소나타 21번 "발트슈타인"을 연주했다.
2022년 8월, 롯데콘서트홀에서 피아노 리사이틀 "밤과 꿈"을 성료하였다. 같은 해 10월, 뉴욕 카네기홀에서 데뷔 리사이틀을 가지며 또 한 번 국제 음악계의 주목을 받았으며, 이에 뉴욕 콘서트 리뷰는 "임주희는 만 가지 색상의 팔레트를 가진 피아니스트"라며 극찬했다.